# Guarayosgärdsmyg
Guarayosgärdsmyg (Cantorchilus guarayanus) är en fågel i familjen gärdsmygar inom ordningen tättingar.

## Utseende och läte
Guarayosgärdsmygen är en relativt svagt tecknad gärdsmyg. Den är mestadels brun ovan och rostfärgad under, med vitt ögonbrynsstreck och svartvitstreckade kinder. Liknande beigebröstad gärdsmyg har svagare tecknade kinder och mer komplex sång.

## Utbredning och systematik
Fågeln förekommer i norra Bolivia, närliggande sydvästra Brasilien (sydvästra Mato Grosso) och Paraguay. Den behandlas som monotypisk, det vill säga att den inte delas in i några underarter.

### Släktestillhörighet
Tidigare placerades arten i Thryothorus, men DNA-studier visar att arterna i släktet inte är varandras närmaste släktingar, varför Thryothorus delats upp på flera mindre släkten, bland annat Cantorchilus.

## Levnadssätt
Guarayosgärdsmygen hittas i säsongsmässigt översvämmad skog och ungskog, ofta nära vatten och i blötare miljöer än beigebröstad gärdsmyg. Arten lever där tillbakadraget i undervegetationen.

## Status och hot
Arten har ett stort utbredningsområde, men tros minska i antal, dock inte tillräckligt kraftigt för att den ska betraktas som hotad. Internationella naturvårdsunionen IUCN listar arten som livskraftig (LC).

## Namn
Guarayos är en provins i norra Bolivia.